# Proteção à francesa
Proteção à francesa foi publicado em Lisboa,  no ano de  1808, pela Oficina Simão Tadeo Ferreira, da autoria de José Daniel Rodrigues da Costa com um total de 24 páginas.